# Kisj

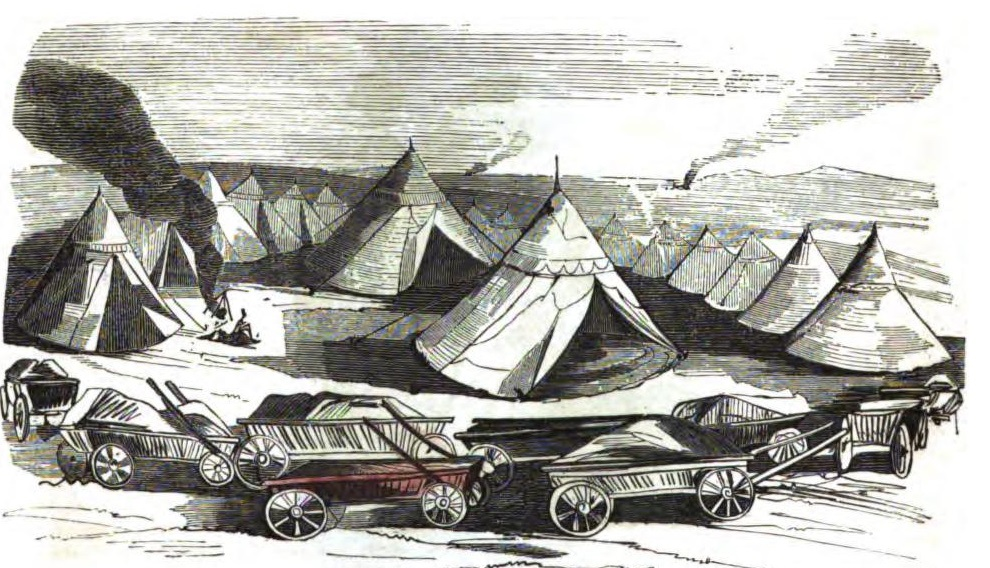
Kozakken Kisj

Kisj (Oekraïens: Кіш, Kish; Russisch: Кош, Kosh) is een oude term voor een versterkt kamp dat al gebruikt werd in de 11e eeuw (Kievse Rijk) en in de 16e eeuw werd overgenomen door de Kozakken. Een Kisj was een grote Kozakkenvereniging (een Kozakkengemeenschap en tegelijkertijd een militaire eenheid van het Kozakkenlegioen en een economie onder haar jurisdictie, gevestigd in een bepaald gebied), geleid door een Kosjovy otaman.

## Geschiedenis
1. Kisj was de term voor een militair kamp in de 11e-16e eeuw en de term van een Kozakkenkamp in de 16e-17e eeuw.
2. Kisj was het centrale regeringsorgaan van de Zaporozka Sitsj en werd op jaarlijkse basis gekozen in de Sitsj Rada, een raad van alle Kozakken. De Kosjovy otaman-verkiezing vond plaats op 1 januari, 1 oktober (voorbede van de Theotokos- feestdag - Pokrova), of op de 2e-3e dag van Pasen.
3. Tijdens de Eerste Wereldoorlog was Kisj een militaire eenheid van de Oekraïense Sitsj-schutters.
4. Tijdens de periode van de Oekraïense nationale bevrijdingsstrijd 1917-1921 was Kisj de naam van de grootste militair-territoriale eenheid van de Vrije Kozakken. Kisj waren verdeeld in koerin, regimenten van honderden Kozakken. In augustus 1917 bestonden de volgende vrije Kozakken-Kisj: Berdytsjiv, Borznyan, Zvenigorod, Kiev, Kaniv, Nizhyn, Oeman, Cherkasy en anderen. De term "Kisj" werd in 1918 gebruikt in de naam van een van de grootste eenheden van de strijdkrachten van de Oekraïense Volksrepubliek: de Haydamatsky Kisj van Slobid Oekraïne.